# Altes Maschinenhaus
Das Alte Maschinenhaus, auch Lichtstation genannt, der Nordwolle in Delmenhorst, Am Turbinenhaus 10, wurde 1884 gebaut. Hier befindet sich heute das Stadtmuseum Delmenhorst. 
Das Gebäude ist ein Baudenkmal in Delmenhorst.

## Geschichte

### Maschinenhalle, Lichtstation
Die Nordwolle war ein bedeutendes Unternehmen für die Verarbeitung von Wolle und Kammgarn. Die Zahl der Mitarbeiter wuchs rapide an, 1887 waren es 900, um 1911 bereits 3000 Mitarbeiter.
1884 wurde das eingeschossige unterkellerte historisierende verklinkerte Alte Maschinenhaus im Stil der Neoromanik gebaut, entworfen von dem damaligen Hausarchitekten der Nordwolle, dem Bremer Baumeister Wilhelm Weyhe. Markant ist der Giebel mit dem verzierten Gesims, dem mittleren Portal, darüber eine kleine Rosette und seitlich zwei große rundbogige Fenster.
Nach 18 Jahren konnte es nicht mehr die gewachsenen technischen Anforderung erfüllen und ein zweigeschossiges Neues Maschinenhaus wurde errichtet, das heutige Nordwestdeutsche Museum für Industriekultur. Das Alte Maschinenhaus erhielt die Funktion einer Lichtstation, durch welche die Fabrik und die Wohnhäuser der Nordwolle ihren Strom erhielten.

### Stadtmuseum
Anfang der späten 1920er Jahre fand durch die Initiative des Heimatforschers Georg von Lindern im Wasserturm von Delmenhorst eine erste kleine Ausstellung statt. Die in der Frühzeit zusammengetragene Objekte waren Grundlage für eine Sammlung, die nach 1974 im Nebengebäude der heutigen Städtischen Galerie Delmenhorst zu besichtigen waren.
Ab den späten 1980er Jahre diente die Halle für wechselnde Ausstellungen und Veranstaltungen sowie bis Juni 1995 als Ausbildungszentrum der DAG.

1990 wurden erste Konzeptionen zum Museum vorgestellt. Ab 1992/93 plante die Stadt die Nutzung durch ein Museum. Seit 1996 ist hier das Stadtmuseum Delmenhorst.
Die Delmenhorster Stadtgeschichte seit der Gründung der Burganlage im Mittelalter bis zur Entwicklung im 20. Jahrhundert wird dargestellt. Die Dauerausstellung zeigt typische regionale Berufe (Korkenschneider, Zigarrenmacher) und den Übergang von der Ackerbürgerstadt zum großen Industriestandort mit der Rekonstruktion des Anker-Linoleumpavillons, geplant 1905 von Peter Behrens. Behandelt wird auch das Thema Auswanderung nach Nordamerika, Arbeitsmigration und Industrialisierung, die Zeit des Nationalsozialismus, Flucht und Vertreibung sowie Aussiedler seit 1985 und symbolisiert durch einen Kiosk die Zeit des Wirtschaftsaufschwunges.
Das Nordwestdeutsche Museum für Industriekultur im Neuen Maschinenhaus, auch Turbinenhaus genannt, befindet sich in direkter Nachbarschaft.